# The Viking's Daughter: The Story of the Ancient Norsemen
The Viking's Daughter: The Story of the Ancient Norsemen (o The Viking's Daughter) è un cortometraggio muto del 1908 diretto da J. Stuart Blackton e interpretato da Florence Lawrence.

## Trama
Un prigioniero sassone salva la figlia del vichingo che l'ha catturato. Riacquisterà la sua libertà e otterrà l'amore della giovane.

## Produzione
Il film fu prodotto dalla Vitagraph Company of America.

## Distribuzione
Distribuito dalla Vitagraph Company of America, il film - un cortometraggio di 136 metri - uscì nelle sale cinematografiche statunitensi il 1º agosto 1908.